# بويضة
البُييَضَة أو البُويَضَة (بالإنجليزية: Egg cell)‏ هي الخلية الجنسية الأنثوية أي المشيج الأنثوي. يتم إنتاج البويضة في المبيض، حيث تمتلك الحيوانات والنباتات البذرية مبيضًا أو أكثر. عادة ما تكون البويضة أكبر بكثير من الحيوانات المنوية وعندما تندمج البويضة مع الحيوان المنوي، ينتج عن ذلك بويضة مخصبة والتي تتطوّر تدريجيًا لتكوين الكائن الحي.
يستخدم مصطلح «بويضة» عندما تكون الخلية غير متحركة، علي عكس الحيوانات المنوية القابلة للحركة. عند اتحاد حيوان منوي مع بويضة تتكون خلية ثنائية الصبغية (زيجوت)، والتي تنمو علي عدة مراحل مكونة كائن حي جديد.

## التاريخ
اكتشفَ كارل إرنست فون باير بويضة الثدييات في عام 1827 في حين اكتشفَ إدغار ألن بويضة الإنسان – وبشكلٍ أدق بويضة الأنثى – في عام 1928 أمّا اندماج الحيوان المنوي الذكري في البويضة فقد لاحظهُ العالِم أوسكار هيرتويغ في عام 1876.

## الحيوانات

بُويَضَة انثي إنسان.

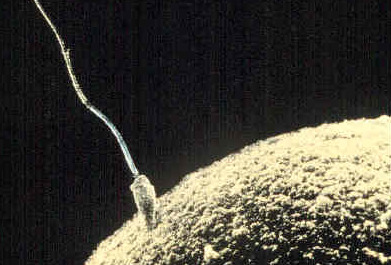
وصول حيوان منوي إلى البويضة.

مراحل دخول رأس الحيوان المنوي في البويضة لتخصيبها.

تُعرف الخلية البيضية في الحيوانات أيضاً باسم البويضات (مفرد بويضة)، والكلمة مشتقة من الكلمة اللاتينية «أوڤيوم» والتي تعني «بيضة». والمصطلح «بويضة» يستخدم للإشارة إلى بويضات الحيوان الصغيرة. يتم إنتاج البويضات في الفقاريات بواسطة الغدد التناسلية الأنثوية والتي تسمي المبايض، وفي الثدييات يتكون عدد من البويضات قبل الولادة كما يتم إنتاج ونضج العديد من البويضات عند مرحلة البلوغ حيث تمر بالعديد من الانقسامات حتى تنمو وتصبح جاهزة لمرحلة التلقيح والإخصاب.

الرسم البياني لخلية بويضة إنسان

## الثدييات
توّصلُ علماء الأحياء منذ القِدم إلى أنّ عددَ البويضات محدود لدى الثدييات بل إنّ هذه البويضات تتشكلُ قبل الولادة أصلًا وهو ما يُشكل خطرًا على الأنثى في حالة ما انتهى ذاك «العدد المحدود». ظلت هذه الفرضية قائمة لمدة طويلة قبلَ أن تُدحض عبرَ فريق من مركز البيولوجيا الإنجابية في ماساتشوستس في بوسطن والذي أظهر أن الخليّة البيضية تتشكل في مبايض النساء خلالَ سنّ الإنجاب عكس ما كان شائعًا من قبل. لقد نجحَ هذا الفريق في الطعن في الاعتقاد الأساسي الذي كان يُفيد بأن أنثى الثدييات يولدنَ مع إمدادات محدودة من البيض تستنفذ عند بلوغ سنّ اليأس.
في الثدييات، يتم تخصيب البويضة داخل جسم الأنثي حيث يتعين على الذكر إدخال الحيوانات المنوية داخل جسم الأنثى لتصل إلى البويضات حتى تتم عملية الإخصاب بحيث يندمج المشيج المذكر (ن) مع المشيج المؤنث (ن) لتكوين لاقحة (2ن) والتي تنقسم ميتوزياً لتكون جنين. غالبا ما يُنتج النسيج المؤنث بأعداد قليلة حيث أن كل خلية أولية تنتج مشيج مؤنث واحد (بويضة) وثلاث أجسام قطبية، والبويضة تكون مستديرة وقد تختزن الغذاء أو لا (تختلف من فصيلة لأخرى).

### الإنسان
في جميع الثدييات؛ تُوجدُ البويضة غير المخصبة داخل جسم الأنثى حيثُ تنمو البويضات منَ الخلايا الجرثومية البدائية التي هي جزء لا يتجزأ من المبايض. كل بويضة تُقسّم مرارًا وتكرارًا فينتجُ عن ذلك إفرازات من الغدد الرحمية مما يؤدي في نهاية المطاف إلى تشكيل الكيسة الأريميّة. بشكلٍ عام؛ تُعدّ البويضة واحدة من أكبر الخلايا في جسم الإنسان فعادة ما يُمكن رؤيتها بالعين المجردة دون معونة من المجهر أو غيره من أجهزة التكبير حيثُ يبلغُ قُطرُ بويضة الإنسان حوالي 0.1 مم.

### المُح
المُح (بالانجليزيه:Ooplasm) (أو صفار التكوين أو الصفار المغذي)، هو غذاء البويضة والذي يتكون من مادة خلوية تتمركز في منتصف البويضة، ويحتوي المُح على نواة تسمي الحويصلة الجرثومية ويطلق علي النووية البقعة الجرثومية.
يتكون المُح من سيتوبلازم الخلية الحيوانية متحدة مع الاسفونجوبلازم والهيالوبلازم (الجزء السائل غير المتجانس من السيتوبلازم). يتكون المُح من حبيبات دائرية الشكل من مواد دهنية وألبانية مغروسة في السيتوبلازم.[بحاجة لمصدر]
غالباً ما تكون البويضات قليلة المُح في الثدييات، حيث يقوم بتغذية الجنين وذلك في المراحل الأولى من تكوينه. وفي المقابل تكون بويضات الطيور كثيرة المح وذلك لتزويد الصيصان بالعناصر الغذائية اللازمة لتكوين طوال فترة الحضانة.

### تطور البويضة في الحيوانات البيوضية
تتكون البويضات في جميع الحيوانات البيوضية (جميع الطيور، معظم الأسماك والبرمائيات والزواحف) من طبقات واقية لحماية البويضة، وتمر البويضة المتكونة عبر قناة البيض ومنها الي خارج جسم الحيوان البيوضي. تُلقح البويضة بواسطة الحيوانات المنوية لحدوث عملية الإخصاب، وقد يكون التلقيح داخلياً كما يحدث في معظم الطيور أو خارجياً كما يحدث في معظم الأسماك. بعد حدوث عملية الإخصاب، تنقسم البويضة عدة انقسامات ميتوزية مكونة في النهاية الكيسة الأرمية، ولا يمكن أن تكتمل عملية إلا بدون السيتوبلازم المتواجد بالخلية والميتوكندريا. ومن ثم يبدأ الجنين في النمو حيث يتلقي غذائه من المواد الموجودة داخل البويضة، حتى تفقس البيضة ويخرج الجنين منها (أنظر مقالة بيضة).

### البيوضية الوليدية
تعتبر البيوضية الوليدية الشكل الأوسط لتكوين البويضات وتستخدم بعض الأسماك والزواحف والبرمائيات والحشرات هذه الطريقة للقيام بعملية التكاثر، والبيوضية الوليدية عبارة عن نوع من أنواع الكثير التي تقوم به بعض الحيوانات حيث تتكون البويضات كما تفقس بداخل الأم. يتشابه نمط البيوضية الوليدية كثيراً مع البيوضية، ولكن بإختلاف ان البيض يفقس خارج جسد الأم، والغذاء في حالة البيوضية الوليدية لا يتم بواسطة الأم كما لا توجد أي وسيلة اتصال بين المشيمة والأم.

## نباتات
تتكون جميع النباتات الأرضية (التي تنمو في الأرض) في الغالب من جيلين، جيل أحادي المجموعة الصبغية والآخر ثنائي المجموعة الصبغية. يتم إنتاج الخلايا التناسلية (الجاميتات) في الطور المشيجي (ن)، وتتكون أثناء الطور المشيجي زوائد تناسلية أنثوية تُسمي «أرشيجونيا»، وهي عبارة عن مناسل مؤنثة يتم بداخلها إنتاج وتكوين الأمشاج المؤنثة (البويضات). يتكون الطحلب المشيجي النموذجي من عنق أو حبل سري طويل وينتهي بقاعدة أوسع (كربلة) والتي تحتوي على خلية البويضة بداخل المبيض. يفتح جزء من عنق الطحلب وذلك بعد نضج الخلية حتي تمر الأمشاج الذكرية إلي داخل الأرشيجونيا، حيث تسبح فوق مياة التربة وصلاً إلى الأرشيجونيا، ومن ثم يحدث تخصيب للبيضة بداخل الأرشيجونيا وتتكون لاقحة تُسمي «زيجوت» (2ن) ثم تنقسم اللاقحة متميزة إلي نبات جرثومي جديد (2ن). ففي النباتات البذرية، تتواجد الأمشاج المؤنثة بداخل عضو يسمي بويضة، والبويضة عبارة عن كيس بوغي تتم بداخلة العديد من المراحل والتي يتم فيها إنتاج خلية البيضة، وبعد حدوث الإخصاب تنمو البويضة مكونة ثمرة أو بذرة.

رسم يبين هيكل البويضة لدى كل من عاريات البذور (على اليسار) وكاسيات البذور (على اليمين).

في النباتات الزهرية، تحدث العديد من التغيرات في المبيض (الكيس الجنيني)، حيث تنمو البويضة وتصبح كانتفاخ بسيط علي الجدار الداخلي للمبيض، ومع نمو البويضة يكون لها عنق أو حبل سري (بالإنجليزية:funicle) والذي يسمح بمرور المواد الغذائيه إليها، ثم تتكون اغلفه البويضة تحيط بها من كل جانب عدا ثقب صغير وهو ثقب النقير (بالإنجليزية: Micropyle) والذي يتم من خلاله إخصاب البويضة. تحدث ثلاث إنقسامات ميتوزية بداخل الكيس الجنيني ينتج عنها ثمان أنوية، تهاجر كل أربعة منهم الي أحد طرفي الكيس الجنيني، ومن ثم تنتقل نواة من كل جانب إلي منتصف الكيس الجنيني، ويعرفان ب«النواتين القطبيتين» (بالإنجليزية:polar nucclei)، ثم تنمو الخلية القريبة من ثقب النقير مكونة بيضة، والتي يتم تخصيبها بطريقة (الإخصاب المزدوج) بعد حدوث عملية التلقيح لتكون ثمرة أو بذرة.

## الكائنات الحية الأخرى
في الطحالب، تسمى خلية البويضة غالبًا بـ oosphere. [بحاجة لمصدر] تتطور بويضات «ذبابة الفاكهة» في غرف البيض الفردية التي تدعمها الخلايا الممرضة وتحيط بها خلايا بصيلات جسدية. الخلايا الممرضة عبارة عن خلايا كبيرة متعددة الصبغيات تقوم بتركيب ونقل الحمض النووي الريبي والبروتينات والعضيات إلى البويضات. يتبع هذا النقل موت الخلايا المبرمجة (موت الخلايا المبرمجة) للخلايا الممرضة. أثناء تكوين البويضات، تموت 15 خلية ممرضة مقابل كل بويضة يتم إنتاجها. بالإضافة إلى موت الخلايا المنظم تطوريًا، قد تخضع خلايا البويضات أيضًا للاستماتة استجابةً لـ الجوع والشتائم الأخرى. 